# SSN(X)
El programa SSN(X), también conocido como programa de submarinos de ataque de próxima generación (Next-Generation Attack Submarine program), es un programa de la Marina de los Estados Unidos para desarrollar una clase de submarinos de ataque nuclear para suceder a sus submarinos de ataque de clase Virginia y clase Seawolf.

## Historia
La Armada de los Estados Unidos discutió públicamente por primera vez el programa SSN(X) en 2014, describiendo los planes para completar el análisis de las necesidades del nuevo diseño para 2024 y comenzar la construcción para 2034, con el despliegue inicial en 2043 después de que el último de los submarinos clase Virginia planificados sea poner en servicio.
La solicitud de presupuesto de la Marina para el año fiscal 2022 incluyó $98,0 millones para continuar con la investigación y el desarrollo, incluidos 29,8 millones de $ para el desarrollo de clase general y 68,1 millones de $ para desarrollar su propulsión nuclear.  Las solicitudes presupuestarias de la Armada para el año fiscal 2023 incluyeron 237,0 millones de $, incluidos 143,9 millones de $ para desarrollo de clase general y 93,1 millones de $ para su propulsión nuclear. Al igual que en 2021, las líneas presupuestarias solicitadas se incluyeron sin cambios en la NDAA del año fiscal 2023 promulgada por el presidente Biden en diciembre de 2022.
Para el año fiscal 2024, la Marina solicitó mucho más dinero por un total de 544,7 millones de $, un aumento del 130 % con respecto al año fiscal 2023. De ese total, se solicitaron 361,6 millones de $ para desarrollo de clase general (un aumento del 151%) y otros 183,1 millones de $ para propulsión nuclear (un aumento del 97%).

## Diseño
Los detalles sobre el diseño no se han hecho públicos y es probable que cambien porque el proyecto aún está en desarrollo. La Marina ha descrito sus objetivos en su solicitud de presupuesto para el año fiscal 2022:

A diferencia del Submarino Clase VIRGINIA, que fue diseñado para el dominio multimisión en el litoral, el SSN(X) estará diseñado para una mayor velocidad de tránsito en condiciones de mayor sigilo en todos los entornos oceánicos, y llevará un mayor inventario de armas y diversas cargas útiles. También estará diseñado para mantener la capacidad multimisión y la presencia de combate sostenida en aguas denegadas, con una prioridad renovada en la misión de guerra antisubmarina (ASW) contra amenazas sofisticadas en mayor número.

Se formó un pequeño equipo inicial para consultar con la industria e identificar el entorno de amenazas y las tecnologías contra las que el submarino deberá operar en el plazo de 2050 o más. Un área ya identificada es la necesidad de integrarse con sistemas fuera de borda para que los futuros barcos Virginia y el SSN(X) puedan emplear armas en red de muy largo alcance. Un concepto de sistema de propulsión de torpedos de la Universidad Estatal de Pensilvania podría permitir lanzar un torpedo a un objetivo a 200 millas náuticas (230 millas; 370 km) de distancia y ser guiado por otro activo durante la fase terminal. La información de orientación también puede provenir de otra plataforma, como un avión de patrulla o un vehículo aéreo no tripulado (UAV) lanzado desde el submarino. Los investigadores han identificado un sistema de propulsión avanzado más silencioso y la capacidad de controlar varios vehículos submarinos no tripulados (UUV) a la vez como componentes clave del SSN(X). Los futuros submarinos operarán hasta finales del siglo XXI y posiblemente hasta el XXII. La nueva tecnología de propulsión, que va más allá del uso de un dispositivo mecánico giratorio para empujar el bote a través del agua, podría adoptar la forma de un sistema de propulsión biomimético que eliminaría las partes móviles que generan ruido, como el eje de transmisión y las palas giratorias del propulsor.
El tamaño del SSN (X) aún no se ha revelado públicamente a principios de 2023, pero según una revisión de diciembre de 2022 del informe CRS, la Marina quiere "la velocidad y la carga útil del Seawolf (SSN-21) rápido y fuertemente armado, el silencio acústico y los sensores del diseño de clase Virginia, y la disponibilidad operativa y la vida útil del diseño de clase Columbia".
Un informe CRS actualizado de marzo de 2023 incluía notas adicionales sobre las capacidades planificadas de los nuevos submarinos, tomadas de los documentos de justificación del presupuesto de la Armada para el año fiscal 2024.

SSN(X) llevará a cabo una guerra submarina de espectro completo y podrá coordinarse con un contingente más grande de vehículos fuera del casco, sensores y fuerzas amigas. Conservará y mejorará las misiones múltiples (guerra antisubmarina (ASW), guerra antisuperficie (ASuW), ataque, fuerzas operativas especiales (SOF), minas, guerra submarina de los fondos marinos (SSW), inteligencia, vigilancia y reconocimiento (ISR) )) capacidad y presencia de combate sostenida en aguas denegadas.

El informe de marzo de 2023 también describe un informe de la Oficina de Presupuesto del Congreso (CBO) que estima que el desplazamiento sumergido del SSN(X) es un 11 % más grande que el diseño del SSN-21 (clase Seawolf). Esto sugiere un desplazamiento sumergido de alrededor de 10.100 toneladas, basado en el desplazamiento base de la clase Seawolf de 9.138 toneladas.

## Adquisiciones
La Marina aún no ha revelado el número objetivo de embarcaciones que tiene la intención de comprar, pero en julio de 2022 sugirió un objetivo de 66 submarinos de ataque rápido de propulsión nuclear para 2045 compuestos por diseños de clase Virginia y SSN (X).. Un informe de la CBO en noviembre de 2022 sugirió que la Marina está buscando varias alternativas para la cantidad de barcos comprados en los próximos 30 años. Todo sería una disminución del total de 77 embarcaciones previstas para la adquisición entre 2022 y 2051 en el Plan de diciembre de 2020. Las tres alternativas contemplan la construcción de submarinos SSN(X) a partir de 2034.
| Clase de submarinos                                            | Alternativa 1 | Alternativa 2 | Alternativa 3 |
| -------------------------------------------------------------- | ------------- | ------------- | ------------- |
| Submarinos clase Virginia con el módulo de carga útil Virginia | 23            | 33            | 27            |
| Submarinos clase Virginia                                      | 0             | 16            | 0             |
| Submarinos de ataque de última generación SSN(X)               | 31            | 17            | 33            |
| Total                                                          | 54            | 66            | 60            |

El informe de la CBO también cuestionó las estimaciones de costos de la Marina. Según ese informe, la Armada esperaba costos de 5600 millones de $ por barco durante el período de 30 años bajo las tres alternativas, mientras que la CBO esperaba 6300 millones de $, 7200 millones de $ y 6200 millones de $, respectivamente.